# Hajime no Ippo
Hajime no Ippo (はじめの一歩, El primer pas) és un manga japonès sobre boxa escrit i dibuixat per George Morikawa. Va ser publicat per Kodansha a la Weekly Shōnen Magazine d'octubre de 1989 a juny de 2020. El manga té una durada de 128 tankobons i narra les aventures d'en Makunouchi Ippo, un estudiant que comença la seva carrera en la boxa i que de mica en mica va guanyant nous rivals i obtenint més títols.

Una adaptació a l'anime de 76 capítols produïda per Madhouse es va emetre a Nippon TV des de l'octubre del 2000 fins al març del 2002. El 2003 es va estrenar una pel·lícula de televisió i un vídeo d'animació original (OVA). Una segona sèrie titulada Hajime no Ippo: New Challenger es va emetre de gener a juny de 2009. Una tercera sèrie, Hajime no Ippo: Rising, es va emetre d'octubre de 2013 a març de 2014.
Als Estats Units, la primera sèrie, inclosa la pel·lícula de televisió, va ser llicenciada per Geneon el 2003, que la va estrenar amb el nom de Fighting Spirit. Discotek Media va tornar a obtenir la llicència el 2020, inclosa la pel·lícula de televisió i l'OVA. S'estrenaran el 2021.
El novembre de 2019, el manga va arribar als 96 milions d'exemplars impresos, cosa que el converteix en una de les sèries de manga més venuts. El 1991, Hajime no Ippo va guanyar el 15è premi Kodansha Manga en la categoria shōnen.

## Recepció
El manga tenia 73 milions de còpies impreses a setembre de 2008. A novembre de 2019, Hajime no Ippo tenia més de 96 milions de còpies impreses. El 1991, el manga va guanyar el 15è Premi Kodansha Manga en la categoria shōnen. El 2019, la sèrie també va rebre un premi especial en el 43è premi Kodansha Manga, en commemoració dels 110 anys de la fundació de Kodansha.